# 진주 가진리 새발자국과 공룡발자국화석 산지
진주 가진리 새발자국과 공룡발자국화석 산지(晉州 嘉津里 새발자국과 공룡발자국化石 産地)는 대한민국 경상남도 진주시 진성면 가진리의 경상 누층군 함안층 상에 있는 화석이다. 1998년 12월 23일 대한민국의 천연기념물 제395호로 지정되었다. 경상남도과학교육원 건물 내에 이 화석을 전시하고 있다.

## 개요
진주 가진리의 새발자국 및 공룡발자국 화석지는 경남과학교육원 신축 공사장 현장에서 발견된 화석으로 세계적으로 찾아보기 힘든 1억년 전 중생대 백악기의 물떼새, 공룡, 익룡의 발자국이 혼합해 발견되었다.
화석이 발견된 지역은 원래 해발 55 m 정도의 구릉지였는데 경남과학교육원 건물을 신축하기 위해 약 35 m까지 땅을 파 내려가다가 중생대 백악기 퇴적암 지층 경상 누층군 함안층 속에서 화석이 발견됨에 따라 발굴을 실시하게 된 것이다. 1997년 5월 20일 경남과학교육원 신축 공사장에서 당시 경남과학고등학교 교사로 근무하던 백광석(현재 서상고등학교 교장)에 의해 최초로 발견되었다. 발굴 결과 5개 지역에서 도요물떼새발자국 2,500개, 공룡발자국 80개, 익룡발자국 20개, 30×40cm 크기의 새발자국 화석 365개가 수집되었다. 또한 땅의 겉표면이 말라 거북이 등처럼 갈라져 터진 모양 및 물결자국 등도 발견되었다.
진주 가진리 새발자국 및 공룡발자국 화석지는 같은 장소에서 새발자국 화석 및 공룡발자국화석이 발견된 전세계적으로 매우 보기 드문 사례로, 약 1억년 전 당시의 생태계를 잘 보여주는 자연사 박물관과 같은 장소이다. 그러므로 이곳은 고환경연구, 중생대 조류연구 및 지질사연구에 중요한 자료이다.

## 경상남도과학교육원과학관
경상남도과학교육원 과학관 화석문화재전시관(도로명주소: 진주시 진성면 진의로 178-35)에서 새발자국과 공룡발자국화석을 입장료 없이 무료로 주차 및 관람할 수 있다. 과학관은 월요일과 법정공휴일(어린이날 제외) 휴관하고 관람시간은 오전 10시부터 오후 5시까지며 점심시간(12~13시)에 1층 화석문화재전시1관과 지하1층 자연사관을 부분 개방한다. 화석이 드러난 경상 누층군 함안층의 노두를 그대로 전시하고 있다. 과학관에는 화석 외에도 자연사 박물관과 물리학, 화학, 지구과학과 관련된 다양한 과학 관련 전시물들이 있으며 건물 옥상에 천체망원경도 있다.

### 교통
남해고속도로 진성 나들목에서 지방도 제1007호선을 따라 북쪽으로 1.5 km 정도 가면 경남과학고등학교와 경상남도과학교육원이 같이 있다. 과학관 북쪽에 무료 주차장이 있다.

### 사진
경상남도과학교육원 과학관 내 진주 가진리 새발자국과 공룡발자국화석 산지
- 경상남도과학교육원 과학관 입구
- 야외전시장의 화석
- 야외전시장의 화석
- 야외전시장의 화석
- 야외전시장의 화석
- 야외전시장의 화석
- 화석문화재전시1관 전시장 입구
- 함안층 노두 위의 발자국 화석 및 연흔 및 건열구조
- 화석문화재전시1관 전경

## 같이 보기
- 진주시의 지질
- 경상 누층군 함안층
- 진주 유수리 백악기 화석 산지
- 진주익룡발자국전시관

## 참고 자료
- 진주 가진리 새발자국과 공룡발자국화석 산지 - 국가유산청 국가유산포털